# Danyellah Polnareff
Danyellah Polnareff (19 de septiembre de 1974. Bouaké, Costa de Marfil) es una modelo franco-marfileña, actual pareja del cantante francés Michel Polnareff.

## Biografía
Danyellah nació en Costa de Marfil, de padre francés y madre marfileña, su familia se trasladó a Francia cuando ella tenía dos años, ahí estudió marketing y comunicación internacional, pero posteriormente se dedicó al periodismo. Durante su carrera como periodista, en el año 2001 ella se encarga de cubrir un reportaje sobre la banda The Doors y la muerte de Jim Morrison en la ciudad de Nueva York, ahí es donde conoce a Michel Polnareff, quien más tarde se volvió su pareja.
Tras nueve años de relación, el 28 de diciembre de 2010, Danyellah dio a luz a un bebé que supuestamente era hijo de Michel Polnareff pero tras la insistencia de Danyellah para que Michel firmara un documento donde se declarar padre del bebé, en febrero de 2011, Michel dudó y quiso realizar una prueba de ADN, Danyellah se negó al principio pero terminó contando la verdad. El bebé, al que Polnareff había apodado con mucho cariño PolnaBB, no era hijo de Michel sino de un donante de esperma. Luego de esto, Michel se despidió de Danyellah y del bebé, Louka, y se marchó. Meses después se reconciliaron y actualmente viven juntos.